# Tibor Fogarasi
Tibor Fogarasi (ur. 21 listopada 1969 w Szolnoku) – węgierski szachista, arcymistrz od 2003 roku.

## Kariera szachowa
W 1989 r. reprezentował Węgry na rozegranych w Arnhem mistrzostwach Europy juniorów do 20 lat, dzieląc VII-XIII miejsce. W 1990 r. zwyciężył w kołowym turnieju Utasellato w Budapeszcie, natomiast w 1991 r. podzielił I m. w turnieju Cansys oraz podzielił II m. (za Igorem Naumkinem, wspólnie z Suatem Atalikiem, Thomasem Pähtzem i Ivanem Farago) w turnieju Elekes (oba rozegrane w Budapeszcie). W 1994 r. podzielił I m. (wspólnie z Csabą Horváthem) w cyklicznym turnieju First Saturday (edycja FS08 GM) w Budapeszcie. W 1995 r. wypełnił pierwszą arcymistrzowską normę, zwyciężając w turnieju Hungaroil w Budapeszcie, natomiast w 1996 r. podzielił I m. (wspólnie z m.in. Tiborem Tolnaiem, Péterem Ácsem, Aleksiejem Biezgodowem, Péterem Lukácsem i Constantinem Ionescu) w otwartym turnieju w Balatonbereny oraz zajął VI m. w finale indywidualnych mistrzostw Węgier. W 2000 r. w kolejnym turnieju First Saturday (edycja FS02 GM) podzielił I m., wspólnie z Ni Hua. W 2002 r. wypełnił drugą arcymistrzowską normę (podczas drużynowych mistrzostw Węgier), a w 2003 – trzecią, zajmując II m. (za Maksimem Turowem) w turnieju Elekes w Budapeszcie. W 2005 r. zwyciężył (wspólnie z Viktorem Erdősem) w edycji FS02 GM turnieju First Saturday w Budapeszcie, podzielił również I m. (wspólnie z Hoàng Thanh Trang i Dénesem Borosem) w turnieju Elekes oraz zajął II m. (za Zoltánem Medvegy) w Balatonlelle.
Najwyższy ranking w karierze osiągnął 1 lipca 1995 r., z wynikiem 2515 punktów zajmował wówczas 16. miejsce wśród węgierskich szachistów.